# Something (canción de Escape the Fate)
«Something» (traducido como «Algo»), es el segundo sencillo del segundo álbum This War Is Ours, de la banda Escape The Fate. La canción está escrita por Craig Mabbitt.      Se nota el sonido Post-hardcore característico de la banda aunque en algunas partes suena como metal alternativo y otras que suenan a rock alternativo.

## Video musical
El video muestra a la banda tocando bajo un puente. La historia trata sobre que Craig contra otro tipo tiene que hacer una carrera en autos para recuperar a su exnovia, pero cuando gana la carrera, él la rechaza al darse cuenta de lo poco profundo que es. El video también cuenta con David Aguilera de Bleed the Dream, Tony Lovato de Mest, y la novia de Craig, Frosinos Gabrielle.

## Personal
- Craig Mabbitt - voces
- Bryan Money - guitarra principal, guitarra rítmica
- Max Green - bajo
- Robert Ortiz - batería, percusión

- Datos: Q6131973